# Sebaea primuliflora
Sebaea primuliflora là một loài thực vật có hoa trong họ Long đởm. Loài này được (Welw.) Sileshi mô tả khoa học đầu tiên năm 2000.